# Los Sauces, Acambay de Ruíz Castañeda
Los Sauces är en ort i Mexiko, tillhörande kommunen Acambay de Ruíz Castañeda i den västra delen av delstaten Mexiko, i den centrala delen av landet. Orten hade 143 invånare vid folkräkningen 2010.